# FCジュガス・テルシェイ
FCジュガス・テルシェイ（FC Džiugas Telšiai）は、リトアニアのテルシェイ郡テルシェイをホームタウンとするサッカークラブである。2014年創設。

## 歴史
1923年11月2日にテルシェイでスポーツ協会ジュガス・テルシェイ (Džiugas Telšiai) が創設された。クラブはテルシェイのサッカー、バスケットボールの発展に貢献した。サッカーチームは1935年に第1回ジェマイティヤ選手権で優勝し、1936-1937年にも優勝した。1938年にラトビアのオリンピヤと初の国際試合を行い、1944年にはドイツ軍病院チームと国際試合を行った。1942年にバスケットボールチームがリトアニア選手権に初参加した。
1946年にジュガスはジャルギリス・ドラウギヤと合併し、ジャルギリス・テルシェイ (Žalgiris Telšiai) に改称された。チームはIリーガとIIリーガに参加し、リトアニア独立後は更に下位のリーグに参加した。
1990年にジュガス・テルシェイ (Džiugas Telšiai) に改称された。1992-93シーズンにIIIリーガで優勝したが、1995年に解散した。
2013年1月にテルシェイのサッカーコミュニティは市内のサッカーの停滞を改善するためのプロジェクトを開始し、テルシェイ・スポーツ&レクリエーションセンターを再編後にサッカー部門を新しい機関に移すことになった。2014年4月1日にVšĮテルシェイ・フトボーロー・アテイティスが設立され、所属するチームとしてFCジュガス・テルシェイ (FC Džiugas Telšiai) が復元された。チームは最初のシーズンにIIリーガの西地域で2位の成績を残し、Iリーガ昇格を果たした。
2015年にIリーガで18チーム中10位の成績を残した。
2016年にIリーガで7位の成績を残し、LFFタウレーで準々決勝に進出した。
2017年と2018年にIリーガで5位の成績を残した。
2019年にIリーガで優勝してAリーガに昇格する権利を獲得したが、財政上の問題などでIリーガに残留した。同年にカップで準々決勝に進出したが、パランガにPK戦で敗れた。
2020年にIリーガで4位の成績を残し、Aリーガ昇格を果たした。テルシェイのチームがAリーガに参加するのは、1999年にAリーガから撤退して2013年に解散したマスティス・テルシェイ以来となった。
2021年にAリーガでデビューを果たし、第1節で同じくAリーガデビュー戦となったヘゲルマン・リタウエンに2-1で勝利した。

## タイトル
- Iリーガ：1回
  - 2019

## 歴代所属選手
- 小池雄大[8] 2020-
- 櫻井龍[9] 2020
- 小池晃広[10] 2021